# Trygve Mikkjel Heyerdahl Reenskaug

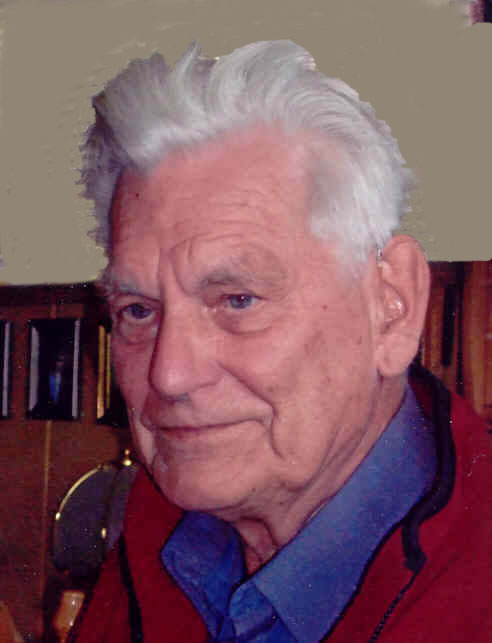
Trygve Reenskaug, 2010

Trygve Mikkjel Heyerdahl Reenskaug (* 21. Juni 1930; † 14. Juni 2024) war ein norwegischer Forscher der Informatik. Er formulierte den Begriff Model View Controller für den Softwareentwurf im Jahre 1979, während er bei Xerox Parc in Palo Alto arbeitete.
Sein erstes großes Softwareprojekt Autokon, ein CADCAM-Programm, wurde erstmals 1963 in Betrieb genommen und blieb für mehr als 30 Jahre weltweit in Schiffswerften in Gebrauch.
Er war in die Forschung objektorientierter Methoden involviert und entwickelte objektorientierte Rollenmodellierungsmethoden und Softwarewerkzeuge schon im Jahre 1983. Er gründete 1986 die IT-Gesellschaft Taskon, um ein anderes Softwarewerkzeug für objektorientierte Methoden zu entwickeln.
Reenskaug schrieb das Buch Working With Objects: The OOram Software Engineering Method zusammen mit P. Wold und O. A. Lehne.
Er arbeitete auch an der Entwicklung der UML. Er war Professor der Informatik an der Universität Oslo.